# Bando (provvedimento restrittivo)
Il bando, in diritto, indica un provvedimento di divieto emanato da un organo di una autorità politica o religiosa, tendente a far riconoscere e evidenziare, all'interno del Regno o dello Stato, come "bandito" una persona o una comunità di persone, perché accusati di un reato per il quale è prevista l'emissione di tale provvedimento.
Attualmente un provvedimento di "messa al bando" non si riferisce più a persone o comunità, ma solo a cose, solitamente composti o elementi chimici o sottoprodotti industriali, per vietarne l'utilizzo. In alcuni Stati si riferisce anche alla messa al bando di pubblicazioni o opere vietate dall'Autorità.
Nel gergo comune può anche riferirsi alla proibizione o limitazione dell'uso in certe situazioni di prodotti di consumo, come "bandire" le sigarette dai luoghi di lavoro, ecc. In senso figurato è usato nell'accezione di levare qualcosa di negativo da un contesto più ampio.

## Etimologia
In (gotico bandwjan="fare un segnale", latino medievale bandire="esiliare", in francese bannir).
La parola francese ban (divieto) proviene dal verbo parlato dai Franchi bannan, che significa « condannare, o colpire qualcuno con una interdizione o divieto ». Questo termine è legato al sanscrito bhánati (che significa « parola »), al greco antico φάναι (« parlare ») e al latino fari (« pronuncia religiosa, con un tono profetico »).
Un'altra possibile etimologia (ma ipotetica): in gaelico (VII secolo) ban significava bianco, e secondo l'antica Omelia irlandese di Cambrai ban-martre = martire o martirio bianco: che significava l'esilio come un martire (esilio dei monaci irlandesi), quindi a maggior ragione la messa al bando.

## Storia

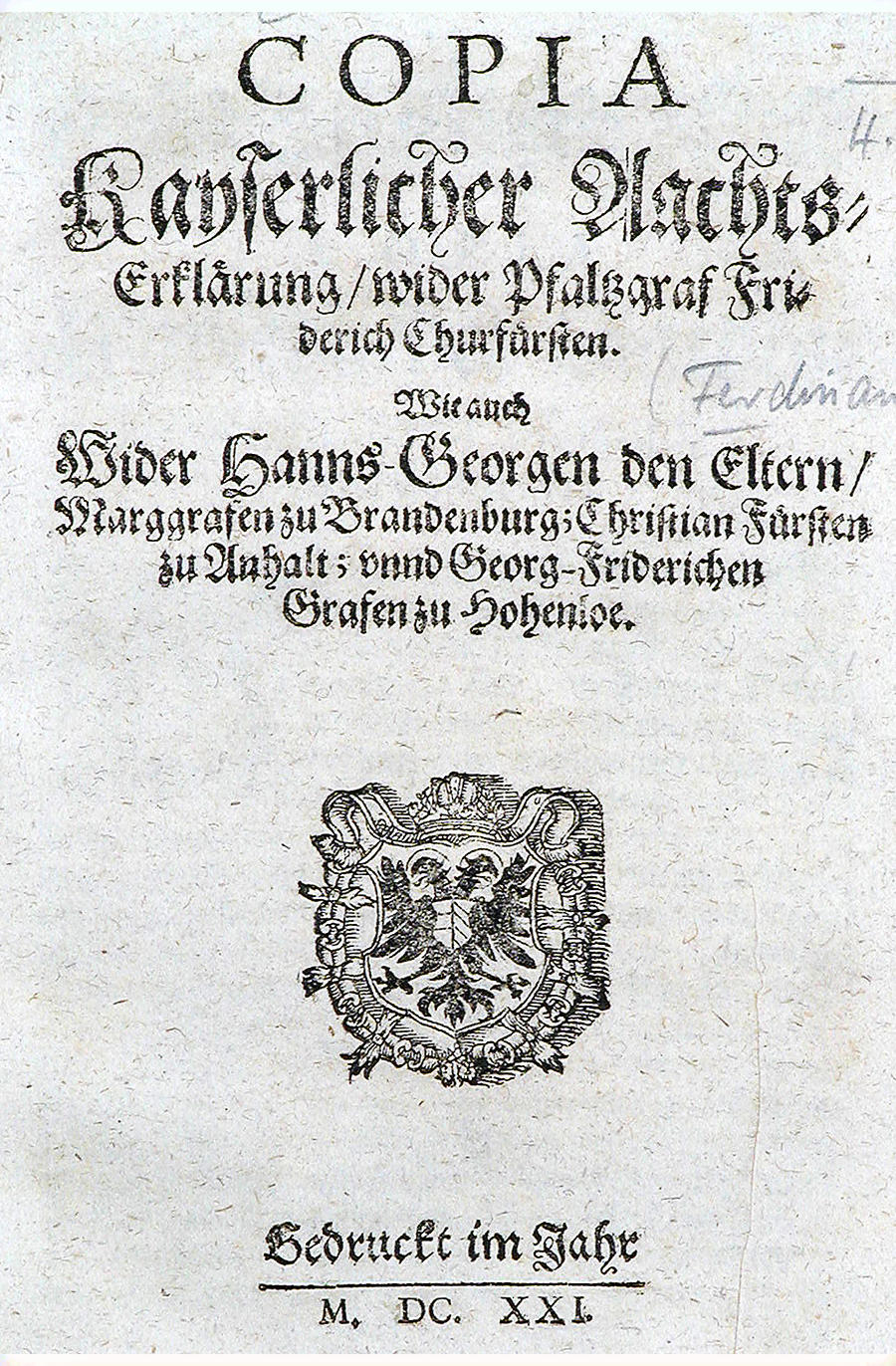
Decreto di messa al bando dall'Impero del gennaio 1621 emesso da Ferdinando II contro Federico V Elettore Palatino, che è stato spogliato delle sue terre e privato della dignità di grande elettore.

Il provvedimento di messa al bando dall'Impero (in tedesco Reichsacht, lingua alto-tedesca ahta = inseguimento), è nel Medioevo una misura di proscrizione presa nei confronti di un individuo o di una comunità (tipicamente una città o autorità locale), la cui autorità era riconosciuta in tutto il Sacro Romano Impero e gli stati di lingua tedesca. Questa condanna è stata inflitta nel Medioevo con decisione dell'imperatore, poi sino al XVIII secolo dal Reichskammer, la Corte Suprema del Sacro Romano Impero.

### Nel Medioevo
Nel Medioevo, il peso del diritto consuetudinario e del diritto feudale, e la lontananza del potere reale, nuocevano e vanificavano l'esecuzione delle sentenze della giustizia: la complessità della legislazione locale e la lentezza delle informazioni consentivano al colpevole molte possibilità di sottrarsi alle proprie responsabilità. La messa al bando, privando l'imputato dei suoi diritti, permetteva alla giustizia di appoggiarsi alla comunità per punire un colpevole inafferrabile: tutti avrebbero ora potuto catturarlo senza alcun scrupolo.
La proscrizione esisteva già sia tra i Germani che nella Repubblica romana, allorquando un individuo era dichiarato sacer.
Nel periodo carolingio, la legge salica prevedeva per la foris banitio l'esclusione per ban (per bando), vale a dire la perdita di protezione del re e la confisca dei beni da parte del tesoro pubblico dell'insieme dei soggetti parti in causa o uomini liberi (franken), quelli che si erano resi colpevoli di un crimine particolare. 
Le norme ordinarie non erano più applicabili ai forban: privati della capacità giuridica, ognuno poteva impunemente ucciderli o spogliarli di ogni avere; più nessuno doveva ospitarli, i loro beni venivano confiscati e potevano essere uccisi impunemente da chiunque.
In applicazione del guidrigildo, la persona condannata poteva togliere la messa al bando purché pagasse tutti i suoi creditori e versasse qualche indennità di riparazione. Gli venivano restituiti allora l'integralità dei suoi diritti (diritto di cittadinanza, di proprietà, di protezione, ecc.). I terzi che durante la proscrizione avevano avuto il godimento dei beni confiscati dovevano restituirli per intero ai condannati che avevano tolto la messa al bando, ma potevano tuttavia conservare i proventi di tali beni generati durante il periodo della proscrizione.
Le modalità di applicazione della messa al bando si preciseranno durante il Sacro Romano Impero Germanico: i beni di coloro che erano stati messi al bando erano resi in linea di principio all'autorità che emetteva tale condanna, vale a dire l'imperatore o la Corte dell'Impero.
Non poteva dispensarsi da un ostracismo se non chi, lui stesso, liberamente, e prima della scadenza del periodo dell'ingiunzione, compariva davanti ai suoi giudici e accettava la sua punizione. Alla scadenza del termine dell'ingiunzione (un anno e un giorno), il condannato veniva colpito automaticamente della mise au grand ban - "messa al (grande) bando", equivalente a una decisione universale e irreversibile che prendeva corpo (tuttavia, questa pena divenne più tardi reversibile).
Dal 1220, la messa la bando non è stata più solo nell'ambito della giurisdizione del Re dei Romani e dell'imperatore: ai termini dell'articolo 7 della Confoederatio cum principibus ecclesiasticis, una condanna di scomunica (o anatema) era seguita automaticamente da sei settimane di messa al bando, senza la necessità di portare prove d'accusa o di condanna civile. Tuttavia in seguito il processo è stato imposto dai tribunali dell'impero, la Santa Vehme poi la Reichskammer, con il concorso del re o dell'imperatore. Secondo i termini degli articoli 25 e 26 della Pace di Magonza (1235), l'ostracismo è stato esteso alle comunità o individui che hanno offerto il loro sostegno e asilo a un fuorilegge proscritto.
La messa la bando e la scomunica andavano quasi sempre insieme dopo il 1220, come costituendo la parte secolare della scomunica; la formula scomunicato e messo al bando si è imposta nei tribunali.

### Dal Rinascimento all'Illuminismo
Con l'atto di capitolazione, che gli fu imposto e istituito nel 1519 prima della sua elezione da parte dei grandi elettori, l'Imperatore Carlo V non ha più potuto decretare la messa la bando senza prima far precedere il suo decreto da una procedura istruttoria (raccolta prove). La Constitutio Criminalis Carolina ha regolamentato il bando imperiale dal 1532, essa poteva essere pronunciata dal re tedesco (dal XVI secolo al tempo stesso imperatore), dalla Corte della camera imperiale, dalla Corte di Giustizia di Rottweil, (nella zona di competenza) e dal giudice di pace.
Inoltre, durante il Rinascimento, la distinzione tra "ostracismo" e "messa al (grande) bando" si è persa: la messa al bando non era che una forma lieve della messa al bando medievale.
Le accuse principali che meritavano una messa la bando in epoca moderna sono stati: 
- il rifiuto di pagare certe tasse
- il crimine di Lesa maestà (lesæ crimen majestatis)
- la violazione del territorio o l'aggressione tra gli Stati
- il rifiuto di conformarsi ad alcune decisioni giudiziarie, come la non-comparizione, o la fuga (quello che viene chiamato contumacia).

## Esempi

### Personaggi famosi sotto bando imperiale
Alcuni personaggi famosi sotto bando imperiale:
- 1180 Enrico il Leone per aver rifiutato il sostegno militare a Federico Barbarossa, contro le città della Lega Lombarda.
- 1208 Ottone VIII di Wittelsbach, conte palatino di Baviera, per l'omicidio del re Filippo di Svevia.
- 1225 Conte Federico di Isenberg per l'uccisione di suo zio Engelberto II di Berg, arcivescovo dell'Arcidiocesi di Colonia.
- 1235 Re Enrico VII di Hohenstaufen per la ribellione contro suo padre Federico II di Svevia.
- 1276 Re Ottocaro II di Boemia per acquisizione di terre imperiali, da Rodolfo I d'Asburgo.
- 1309 Giovanni il Parricida per l'omicidio di suo zio re Alberto I d'Asburgo.
- 1415 Federico IV d'Asburgo è stato bandito il 30 marzo 1415 per aver aiutato la fuga dell'Antipapa Giovanni XXIII dal Concilio di Costanza.
- 1504 Roberto, conte palatino del Reno per la disobbedienza contro i comandamenti reali e violazione della pace (Guerra di successione di Landshut), insieme a sua moglie e favoreggiamento del conte Wilhelm von Henneberg, emesso dall'Imperatore Massimiliano I d'Asburgo.
- 1512 e 1518 Götz von Berlichingen, la prima volta per rapina, la seconda per rapimento.
- 1521 Martin Lutero e i suoi sostenitori per la diffusione di credenze eretiche e la divisione della chiesa.
- 1546 Giovanni Federico I Principe elettore di Sassonia, e Filippo I Langravio d'Assia, come capi della Lega di Smalcalda.
- 1566 Wilhelm von Grumbach, a servizio di Giovanni Federico II di Sassonia, per insurrezione; bando emesso da Massimiliano II d'Asburgo.
- 1614 Vinzenz Fettmilch nel corso della rivolta a Francoforte sul Meno da lui guidata, con "Reichsacht" emesso dall'Imperatore Mattia d'Asburgo.
- 1621 Federico V, Elettore Palatino così come i suoi sostenitori Principe Cristiano I di Anhalt-Bernburg, il margravio Giorgio Guglielmo di Brandeburgo e Giorgio Federico di Hohenlohe-Neuenstein-Weikersheim per l'assunzione del potere in Boemia.
- 1637 Guglielmo V d'Assia-Kassel, per la sua alleanza durante la guerra dei trent'anni col re Gustavo II Adolfo di Svezia e il successivo patto di alleanza con la Francia, emesso dall'imperatore Ferdinando II (1636) e poi da suo figlio Ferdinando III. (emessa nel 1637)
- 1647 Johann von Werth (Jan von Werth) dal principe elettore di Baviera Massimiliano I.
- 1706 Massimiliano II Emanuele Elettore di Baviera, e Giuseppe Clemente, Elettore di Colonia, per il sostegno alla Francia nella Guerra di successione spagnola (annullata nel 1714)
- 1793 Georg Forster per la collaborazione con la Prima Repubblica francese.

### Bando imperiale contro le città
Il "Reichsacht" (Bando imperiale) poteva essere imposto anche sulle città. 
- 1163 Magonza – Dopo l'omicidio dell'arcivescovo Arnoldo di Selenhofen è stato inflitto nel 1163 al Reichstag (Dieta) di Magonza nel 1163 il "Reichsacht" sulla città.[7]
- 1431 Rostock - i cittadini di Rostock a causa della mancanza di riforme hanno scelto un nuovo Consiglio e l'ex Borgomastro ha chiesto l'aiuto dell'Imperatore Sigismondo di Lussemburgo[8]
- 1504–1512 Gottinga – Dopo che Duca Eric I e la città di Gottinga ha rifiutato di versare il tributo all'Imperatore Massimiliano I.
- 1607 Donauwörth – Dopo che i cittadini della città di Donauwörth avevano rotto la pace religiosa, è stato imposto dall'Imperatore Rodolfo II il Reichsacht contro la città, che rimase fino al 1609. La messa al bando imperiale di Rodolfo II d'Asburgo contro la città di Donauwörth, dopo una sommossa anti-cattolica, è stato uno dei fatti che portarono alla Guerra dei trent'anni.
- 1652 Brema – Dopo che la città ha rifiutato, nel 1623 di pagare il dazio per il passaggio sul fiume Weser, Imperatore Ferdinando III emette il Reichsacht contro la città, revocato dopo che era intervenuto al "confronto di Ratisbona" nel 1653, e Brema ha riconosciuto tra l'altro il Dazio di Weser.